# Греблянська сільська рада
| Греблянська сільська рада — колишній орган місцевого самоврядування у Іршавському районі Закарпатської області з адміністративним центром у с. Гребля. Розташована в низинній частині Боржавської долини — на південь від районного центру м. Іршава. Сільській раді були підпорядковані населені пункти: - с. Гребля |

## Склад ради
Рада складалася з 16 депутатів та голови.

## Керівний склад сільської ради
| ПІБ                   | Основні відомості                                                               | Дата обрання | Дата звільнення |
| --------------------- | ------------------------------------------------------------------------------- | ------------ | --------------- |
| Сочка Іван Михайлович | Сільський голова, 1949 року народження, освіта, безпартійний                    | 26.03.2006   | 31.10.2010      |
| Сочка Іван Михайлович | Сільський голова, 1949 року народження, освіта середня спеціальна, безпартійний | 31.10.2010   |                 |

Примітка: таблиця складена за даними джерела

## Багатства землі
Територія характерна родючими наносними ґрунтами. Розвідано надри з мінеральних сірко-водневих термальних вод (температура — 44 град).

## Архітектурні пам'ятки
- дерев'яна дзвіниця, збудована на початку 20 ст.

## Відомі вихідці
- Мартин П. В. — член обласної спілки письменників
- Сочка-Боржавин В. А. — член спілки письменників України
- Галас І. І. — секретар Іршавського райкому депутат Верховної Ради України 1-го скликання.

## Населення
Згідно з переписом УРСР 1989 року чисельність наявного населення сільської ради становила 2239 осіб, з яких 1074 чоловіки та 1165 жінок.
За переписом населення України 2001 року в сільській раді мешкало 1312 осіб.

### Мова
Розподіл населення за рідною мовою за даними перепису 2001 року:
| Мова       | Відсоток |
| ---------- | -------- |
| українська | 99,62 %  |
| російська  | 0,38 %   |